# 三木東インターチェンジ
三木東インターチェンジ（みきひがしインターチェンジ）は、兵庫県三木市にある山陽自動車道のインターチェンジ である。

## 歴史
- 1996年（平成8年）11月14日：神戸JCT - 三木小野IC間開通に伴い、供用開始[1]。

## 接続する道路
- 直接接続
  - 兵庫県道85号神戸加東線

- 間接接続
  - 兵庫県道38号三木三田線
  - 兵庫県道83号平野三木線

## 料金所
- ブース数：5

### 入口
- ブース数：2
  - ETC専用：1
  - ETC・一般：1

### 出口
- ブース数：3
  - ETC専用：1
  - 一般：2

## 周辺
- NESTA RESORT KOBE
- 三木総合防災公園
- ひょうご情報公園都市
- 伽耶院
- 廣野ゴルフ倶楽部
- 関西国際大学
- つくはら湖

## 隣
E2 山陽自動車道
(1) 神戸北IC - 淡河PA - (2) 三木JCT - (3) 三木東IC - 三木SA/SIC（SICは事業中） - (4) 三木小野IC